# John Guillermin
John Guillermin (Londres, 11 de novembro de 1925 - Topanga (Califórnia), 27 de setembro de 2015) foi um cineasta, escritor e produtor de cinema inglês.
Iniciou a carreira na década de 1950 e seus principais filmes ocorreram na década de 1970, no chamado cinema catástrofe.

## Filmografia selecionada
- Tarzan's Greatest Adventure (1959)
- Tarzan Goes to India (1962)
- Rapture (1965)
- The Blue Max (1966)
- The Bridge at Remagen (1969)
- The Towering Inferno (1974)
- King Kong (1976)